# مادربزرگ معرکه
«مادربزرگ معرکه» (انگلیسی: Super Nani) فیلمی هندی است که در سال ۲۰۱۴ منتشر شد. از بازیگران آن می‌توان به رخا، شارمان جوشی، راندهیر کاپور و انوپم کهیر اشاره کرد.